# Desa Durenan (administrativ by i Indonesien, lat -7,71, long 111,74)
Desa Durenan är en administrativ by i Indonesien.   Den ligger i provinsen Jawa Timur, i den västra delen av landet, 600 km öster om huvudstaden Jakarta.